# Kemet

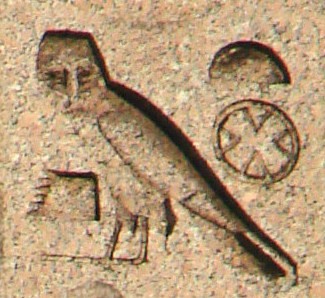
Kemet. Obélisque de la Place de la Concorde, Paris.

« Kemet » ou « Kêmi » (km.t en translittération) est un nom parfois donné par les Égyptiens de l'Antiquité à leur pays. Les égyptologues traduisent généralement ce mot par « la terre noire », en référence à la bande de terre rendue fertile par le limon noir déposé par la crue annuelle du Nil, artère vitale de la civilisation de l'Égypte antique, et par opposition à Decheret (dšr.t), la « terre rouge » du désert, impropre à l'agriculture.
Les auteurs afrocentristes traduisent « Kemet » par « le Pays des Noirs » lorsqu'il s'applique au pays et par « les Noirs » lorsqu'il désigne ses habitants, à l'instar de l'expression « Afrique noire », qui ne désigne pas la couleur du sol, mais de ses habitants. Peu commun dans les textes égyptiens (à la différence notamment de Taouy (tȝ.wy), « le Double Pays »), le terme « Kemet » n'en est pas moins emblématique de la civilisation égyptienne chez certains passionnés de l'Égypte antique. Ainsi, il est fréquent de le rencontrer dans les titres de publications ou les noms d'associations égyptologiques. On le retrouve également dans le nom du mouvement ésotérique kémitiste, qui se fonde sur les croyances de l'Égypte antique.

## Acceptions du mot Kemet
Les dictionnaires hiéroglyphiques de référence reconnaissent plusieurs acceptions au mot km.t :
| I6 · t · O49 |

| I6 · t · O49 |

Il existe d'autres mots transcrits également en « kemet », mais qui se prononçaient sûrement d'une autre façon que le nom du pays d'Égypte. En effet, les voyelles étant omises en écriture hiéroglyphique, on les remplace conventionnellement par des e, créant ainsi des homonymes artificiels. L'un d'eux (voir ci-contre), qui signifie « complétude », était utilisé par les anciens Égyptiens pour désigner un enseignement très répandu qui serait « la somme achevée d'un enseignement dont la perfection reflète celle de l'Égypte (Kemet, « la (terre) noire »), elle-même image parfaite de l'Univers ».
Selon l'égyptologue Pierre Montet, « Kemet » déterminé comme un toponyme était également l'une des appellations du chef-lieu du nome « Le Bœuf noir » (jh (ou kȝ) km en transcription) en Basse-Égypte.

## Kemet comme locatif
Utilisé depuis la fin de l'Ancien Empire pour désigner le pays, le mot Kemet a été décliné en un grand nombre de variantes graphiques :
| km · t | N36 |

| km · t | N36 |

| km | t · O49 |

| km | t · O49 |

| km · t · O49 |

| km · t · O49 |

| km · O49 · t · O49 · O49 |

| km · O49 · t · O49 · O49 |

| km · t |

| km · t |

| km · t | O49 · t · Z1s |

| km · t | O49 · t · Z1s |

Le déterminatif (qui renseigne sur le sens d'un mot, en le distinguant de ses homophones) n'échappe pas à ces évolutions et si, à l'Ancien Empire, le mot Kemet est accompagné des déterminatifs de « terre irriguée » et de « canal, fleuve, lac », c'est celui de « lieu habité » qui les remplace à partir du Moyen Empire.
La forme la plus répandue du mot Kemet est composée des hiéroglyphes suivants :
| I6 |

| I6 |

| G17 |

| G17 |

| X1 |

| X1 |

| O49 |

| O49 |

Ils forment le mot km.t, déterminé comme étant un lieu habité ou, anciennement, comme une contrée irriguée. La racine km désigne la couleur noire, alors que t marque ici le féminin. Pour les égyptologues, km.t signifie donc un lieu habité désigné comme « la noire ». Il est généralement traduit par « La Terre noire », c'est-à-dire l'Égypte sans le désert et sans « l'infâme pays de Koush ». À noter que les ouvrages de référence allemands utilisent l'expression das schwarze Fruchtland, qui signifie « la terre noire fertile », mais que cette notion de fertilité est généralement omise en français comme en anglais (the Black Land).

### Définition par antithèse
| d · S · r | t · G26A | N25 |

| d · S · r | t · G26A | N25 |

Le Wörterbuch der Ägyptischen Sprache définit Kemet en tant qu’antithèse de Decheret (dšr.t) : Kemet étant la « terre noire fertile » de la vallée par opposition à la « terre rougeâtre » du désert qui l’entoure ; et, par extension, l’Égypte par opposition aux pays étrangers. 
De même, pour l'égyptologue Maurizio Damiano-Appia, « le nom de Kemet (ou Kemi), « la [terre] Noire », faisait référence au limon noir déposé dans les plaines du Nil et fut donné par les Égyptiens à leur terre, ou plutôt, à la région fertile, par opposition au désert, appelé Deshret, « la [terre] Rouge ».  
Cette antithèse chromatique se retrouve dans la symbolique égyptienne, où la couleur du désert, associée à Seth le Stérile, signifie la violence  et le chaos, alors que le noir (et le vert) de la vallée, associés à Osiris, symbolisent la renaissance et la fertilité.

## Kemet comme collectif

### Kemet désignant une collectivité humaine
On trouve dans un hymne à la gloire de Sésostris III, le mot Kemet accompagné du déterminatif des collectivités humaines (un homme et une femme assis : cf. ci-contre). Selon le Thesaurus Linguae Aegyptiae, il s'agit d'une variante « exceptionnelle » du mot Kemet déterminé comme un lieu habité, dont elle désigne les habitants : un collectif que Raymond Faulkner, dans son Concise Dictionary of Middle Egyptian, traduit par « Egyptians ».
En dehors de cet hapax, les Égyptiens se nomment eux-mêmes rmṯ, « les humains » (XVIIIe dynastie), rmṯ n pȝ tȝ, « les humains de ce pays » (XXe dynastie), rmṯ n km.t, « les humains de l'Égypte » (Moyen Empire) et km.tjw, « ceux de l'Égypte » (époque ptolémaïque).

### Kemetyou
| km · M · t · y | G4 | A1 | Z3 |

| km · M · t · y | G4 | A1 | Z3 |

Un des nombreux mots que les Égyptiens utilisaient à l'époque ptolémaïque pour se désigner est kmt.yw, écrit avec la désinence .yw des adjectifs-substantifs qui marquent la relation ou la dépendance, ex. sḫt.yw, « les oasiens » (littéralement, ceux de l'oasis, sḫt) ; njwt.yw, « les villageois, les citadins » (littéralement, ceux du village ou de la cité, njwt) ; dšrt.yw, « les habitants [mythiques] du désert [ennemis de Thot] » (littéralement, ceux du désert, dšr.t) ; jmnt.yw, « les [bienheureux] défunts » (littéralement, ceux de la nécropole, jmnt). Grammaticalement, il s'agit sans doute d'un dérivé de kmt, « la [terre] noire », les kmt.yw étant par conséquent « ceux de la [terre] noire », c'est-à-dire les habitants de l'Égypte. 

## Emploissyntagmatiquesde Kemet
Les dictionnaires hiéroglyphiques de référence donnent plusieurs locutions contenant le mot Kemet :
| Mot                  | Traduction                                           | Trad. originale                        | Référence      |
| -------------------- | ---------------------------------------------------- | -------------------------------------- | -------------- |
| pȝ-tȝ n km.t         | le pays d'Égypte                                     | das Land Ägypten                       | Hannig, p. 883 |
| tȝ km.t              | la partie (déterminée [par le contexte]) de l'Égypte | der (bestimmte) Teil Ägyptens          | ibid.          |
| nsw n km.t           | Roi d'Égypte                                         | König Ägyptens                         | ibid.          |
| rmṯ n km.t           | Égyptiens                                            | Ägypter                                | ibid.          |
| rȝ n km.t, mdwt km.t | l'égyptien, la langue égyptienne                     | das Ägyptische, die ägyptische Sprache | ibid.          |
| mdwt rmṯ n km.t      | égyptien, la langue égyptienne                       | Ägyptisch, die ägyptische Sprache      | ibid.          |

## Autres interprétations
Pour certains auteurs , l'étude du mot Kemet trouve sa place au sein d'une théorie plus vaste faisant de l'Égypte antique une civilisation noire africaine. En effet, selon eux, la racine kem, « noir », de Kemet qualifierait la couleur de la peau des habitants de ce pays, plutôt que celle de leur terre. Ainsi, si cette traduction pouvait être démontrée, elle constituerait un témoignage intrinsèque à travers lequel les Égyptiens se seraient désignés dans leur propre langue comme un peuple d'hommes et de femmes noirs et leur pays, comme un « Pays Noir ».
La thèse de Cheikh Anta Diop faisant de Kemet un peuple d'hommes et de femmes noirs, rapportée notamment par le Dictionnaire de l'Afrique de Bernard Nantet, s'appuie sur la graphie « insolite » de Kemet désignant une collectivité humaine. Pour lui, le mot Kemet serait à l'origine étymologique de « la racine biblique kam », de « Cham » ou « Ham » et il considère que les traditions juive et arabe classent l'Égypte comme un des pays de « Noirs », dans les livres saints des trois religions révélées, l'Égypte porte le nom de Misraïm, Misraïm étant un des fils de Cham, l'ancêtre des Noirs pour les religions abrahamiques. En outre, selon lui, la racine kem aurait proliféré dans de nombreuses langues « négro-africaines » où elle aurait conservé le même sens de « noir, être noir » ; notamment dans sa langue maternelle, le wolof où khem signifie «charbonner par excès de cuisson » (et donc noir par extension), ou en pulaar où kembu signifie « charbon ».
Pour Théophile Obenga, égyptologue africain contemporain, « Kemet » devrait se traduire par « Le Pays Noir », avec le même sens de « géographie humaine » qu'« Afrique Noire », qui « désigne dans l'un et l'autre cas le pays par la couleur raciale des habitants ». Il donne également l'exemple de l'arabe bilad es-Sudan, qu'il traduit en « Le pays des Noirs ».
Par la place prépondérante qu'elle occupe dans leur théorie, l'analyse philologique du mot « Kemet » est abordée dans de nombreux ouvrages. On peut citer : 
- Cheikh Anta Diop, Nations Nègres et Culture, Paris, Présence Africaine, 1979, chap. 1 (« Qu'étaient les Egyptiens? »), p. 35-48 ;
- Théophile Obenga, La philosophie africaine de la période pharaonique. 2780-330 avant notre ère, Paris, L'Harmattan, 1990 ;
- Théophile Obenga, Origine commune de l'égyptien ancien, du copte et des langues négro-africaines modernes. Introduction à la linguistique historique africaine, Paris, L'Harmattan, 1993 ;
- Théophile Obenga, L'Égypte, la Grèce et l'école d'Alexandrie. Histoire interculturelle dans l'Antiquité. Aux sources égyptiennes de la philosophie grecque, Paris, Khepera/L'Harmattan, 2005 ;
- Alain Anselin, Anamnèses éléments d'une grammaire du verbe, du geste et du corps en égyptien ancien et dans les langues négro-africaines modernes, Guadeloupe, UNIRAG, 1993 ;
- Alain Anselin, La cruche et le tilapia, Une lecture africaine de l'Égypte nagadéenne, Guadeloupe, UNIRAG, 1995 ;
- Alain Anselin, Samba, Guadeloupe, UNIRAG, 1992 ;
- Oscar Pfouma, Histoire culturelle de l'Afrique noire, Publisud, 1993, chap. 1 (« L'Égypte pharaonique : une Éthiopie »), p. 8-33 ;
- Aboubacry Moussa Lam, De l'origine égyptienne des Peuls, Paris, Présence Africaine/Khepera, 1993 ;
- Aboubacry Moussa Lam, Les chemins du Nil. Les relations entre l'Égypte ancienne et l'Afrique Noire, Paris, Présence Africaine/Khepera, 1997.